# Милан Јовановић (фудбалер, 1983)
Милан Јовановић (Чачак, 21. јул 1983) је бивши фудбалер и црногорски репрезентативац, који је играо у одбрани.

## Каријера
Професионалну каријеру је започео у Борцу из Чачка 2000. године, где је играо до 2002., када прелази у Младост из Лучана, а затим исте године у београдски Железник. Након једне одигране сезоне у Железнику, 2003. прелази у Раднички Нови Београд.
2006. одлази у Румунију, прво је 2004. играо у Васлују, а затим од 2004. до 2005. у Универзитатеи Крајова, пре него што се 2005. вратио у Србији, сада у нишки Раднички. Униреа Урзичени је био клуб који је вратио 2006. Јовановића у Румунију, а већ 2007. прелази у редове новог прволигаша Универзитатее Клуж. Јовановић је 2009. отишао из Румуније и потписао уговор са аустријским Рапидом из Беча, али и ту се задржао кратко и већ 2010. прешао у руски Спартак Наљчик.
У јуну 2012. потписао је уговор на две године са Црвеном звездом где је носио дрес са бројем 15. У сезони 2012/13. одиграо је 9 лигашких утакмица, а априла 2013. је одстрањен из клуба због инцидента са алкохолом. У септембру исте године потписао је уговор на две године са бугарском Локомотивом из Софије.
Током 2014. и 2015. године је играо у Ирану, а у октобру 2015. је објавио крај каријере.

## Репрезентација
За репрезентацију Црне Горе је наступао седам година, и за то време одиграо 36 утакмица. Први пут је за Црну Гору наступао у мечу са Мађарском у марту 2007.